# Sędowice (Lublin)
Pour les articles homonymes, voir Sędowice.
Sędowice (prononciation [sɛndɔˈvit͡sɛ]) est un village de la gmina de Ryki du powiat de Ryki dans la voïvodie de Lublin, situé dans l'est de la Pologne.
Il se situe à environ 9 kilomètres au sud-est de Ryki (siège de la gmina et du powiat) et 54 kilomètres au nord-ouest de Lublin (capitale de la voïvodie).

## Histoire
De 1975 à 1998, le village est attaché administrativement à l'ancienne voïvodie de Lublin.

Depuis 1999, il fait partie de la nouvelle voïvodie de Lublin.